# 10584 Ферріні
10584 Ферріні (10584 Ferrini) — астероїд головного поясу, відкритий 14 квітня 1996 року.
Тіссеранів параметр щодо Юпітера — 3,499.